# HMS Ceylon (1942)
HMS Ceylon (ЕВК «Цейлон») — британский лёгкий крейсер типа «Колония Короны». Назван в честь колонии Цейлон. «Цейлон» сражался во Второй мировой войне. В 1960 году крейсер был продан Перу.

## История постройки и конструкция
«Цейлон» был построен верфью Stephens в Говане и спущен на воду 30 июля 1942 года. Корабль был завершён постройкой и принят на вооружение в 13 июля 1943 года.

## История службы
После принятия на вооружение «Цейлон» два месяца находился в составе Флота метрополии. Затем он был направлен в Восточный флот, в составе которого совершал боевые операции против Японии. В октябре 1945 года корабль вернулся в Великобританию для капитального ремонта и переоснащения.
В марте 1950 «Цейлон» был вновь введён в состав действующего флота, присоединившись к 4 крейсерской Ост-индской эскадре. Крейсер принимал активное участие в Корейской войне. Он вернулся в Портсмут в октябре 1954 года для реконструкции. Между 1956 и 1959 годами «Цейлон» был приписан к британскому Средиземноморскому флоту.
18 декабря 1959 года, «Цейлон» вновь вернулся в Портсмут и 9 февраля 1960 года был передан перуанскому флоту и переименован в «Коронель Болоньези» (Coronel Bolognesi). Крейсер исключён из списков флота в 1980 году.